# 신체시
신체시는 개화기 시가(開化期詩歌)의 한 유형이다. 한국 근대시에 이르는 과도기적인 시가 형식으로, 신시가(新詩歌) 또는 신체시가(新體詩)라고도 한다. 애국가유형(愛國歌類型) · 개화가사(開化歌辭) · 창가(唱歌)등과 함께 개화기시가(開化期詩歌)의 한 유형으로 보고 있다.

## 개요
새로운 형식의 시라는 뜻으로, 창가가 그 형식에 있어 재래 가사의 영향을 지닌 것이라면 신체시는 서구의 근대시의 이미지와 형식에 접근한, 즉 현대 자유시(自由詩)의 형식에 가깝다. 최남선의 <구작삼편(舊作三篇)>과 <해에서 소년에게>가 최초의 작품이며, 1908년경부터 1918년 사이에 성행되었다. 국민의 계몽을 주로 한 것으로 이광수(李光洙)의 <말 듣거라> 외에 많은 사람이 신시를 지었다.
1908년 <소년> 제1호에 실린 최남선의 <해(海)에서 소년에게> 마지막은 다음과 같다.  "처…ㄹ썩, 처…ㄹ썩, 척, 쏴…아.  저 세상 저 사람 모다 미우나  그 중에서 똑하나 사랑하난 일이 있으니  담 크고 순진한 소년배들이  재롱처럼 귀엽게 나의 품에 와서 안김이로다.  오나라 소년배 입 맞춰 주마  처…ㄹ썩, 처…ㄹ썩, 척, 튜르릉, 꽉."  이와 같이 신체시는 정서적인 면보다는 새시대의 주인공으로 소년(少年)을 내세워, 자유와 계몽을 고취하는 등 종래의 전통적 형식에서 벗어나 자유로운 형식으로 새시대의 이상을 노래했다. 또한 문학사적으로 현대시에 도달하는 선구적 구실을 하게 되어, 1919년을 계기로 현대 자유시로 발전하게 되었다.

## 신체시의 효시
신체시 효시는 이승만의 '고목가'라는 주장이 있는데 이승만이 1896년 《협성회보(協成會報)》에 <고목가(枯木歌)>라는 신체시를 발표하였다는 설이다.
그러나 일제의 언론탄압이 심화되는 가운데서도 1908년 11월 1일 근대적 체제를 갖춘 최초의 잡지가 창간됐는데 바로 육당 최남선(1890∼1957)의 『소년』(少年)이다. 『소년』 보다 2년 앞서 발행된 최초의 독립된 소년 잡지로는 『소년한반도』가 있었으나, 이는 1907년 4월까지 모두 6권을 발행하는 데에 그쳤다. 초기에는 최남선의 개인 잡지 성격이 강했지만, 차차 이광수ㆍ홍명희ㆍ박은식 등의 문필가들이 필자로 참여했는데 창간호 권두에 실린 최남선의 시 「해(海)에게서 소년에게」는 신체시(新體詩) 또는 신시(新詩)의 효시로 꼽힌다.

## 같이 보기
- 한국 전통 음악
- 창가
- 소년
- 최남선
- 이승만

## 참고 문헌
- 「신화속의 한국정신」, 이어령 저, 문학사상사(2003년)

- 이 문서에는 다음커뮤니케이션(현 카카오)에서 GFDL 또는 CC-SA 라이선스로 배포한 글로벌 세계대백과사전의 "창가의 의미와 형식" 항목을 기초로 작성된 글이 포함되어 있습니다.